# Пшибиславиці (гміна Козлув)
Пшибиславиці (пол. Przybysławice) — село в Польщі, у гміні Козлув Меховського повіту Малопольського воєводства.
Населення — 511 осіб (2011).
У 1975-1998 роках село належало до Келецького воєводства.

## Демографія
Демографічна структура станом на 31 березня 2011 року:
|          | Загалом | Допрацездатний вік | Працездатний вік | Постпрацездатний вік |
| -------- | ------- | ------------------ | ---------------- | -------------------- |
| Чоловіки | 244     | 52                 | 160              | 32                   |
| Жінки    | 267     | 52                 | 148              | 67                   |
| Разом    | 511     | 104                | 308              | 99                   |